# Pardosa zhishengi
Espèce
Pardosa zhishengi est une espèce d'araignées aranéomorphes de la famille des Lycosidae.

## Distribution
Cette espèce est endémique de la province de Champassak au Laos,. Elle se rencontre vers Tad E-Tu.

## Description
Le mâle holotype mesure 6,12 mm et la femelle paratype 6,78 mm.

## Systématique et taxinomie
Cette espèce a été décrite par Omelko en 2024.

## Étymologie
Cette espèce est nommée en l'honneur de Zhi-sheng Zhang. 

## Publication originale
- Omelko, 2024 : « New data on wolf spiders (Araneae: Lycosidae) from Laos. » The Raffles Bulletin of Zoology, vol. 72, p. 235-251.